# 格罗奇马县
格罗奇马县，一译哥士马县，是柬埔寨特本克蒙省下辖的一个县。
洪森的妻子文拉妮出生于此地。
当地民众长期使用轮渡来通过湄公河。2017年12月，由中国承建的格罗奇马湄公河大桥开工，建成后，将改变渡河交通困难的状况。